# Ростоки (Закарпатская область)
Ро́стоки (укр. Розтоки) — село в Богданской сельской общине Раховского района Закарпатской области Украины.
Население составляет около 2500 человек. Население по переписи 2001 года составляло 2803 человека. Почтовый индекс — 90644. Телефонный код — 3132. Занимает площадь 2,050 км². Код КОАТУУ — 2123686001.